# Haus Gutenberg (Balzers)

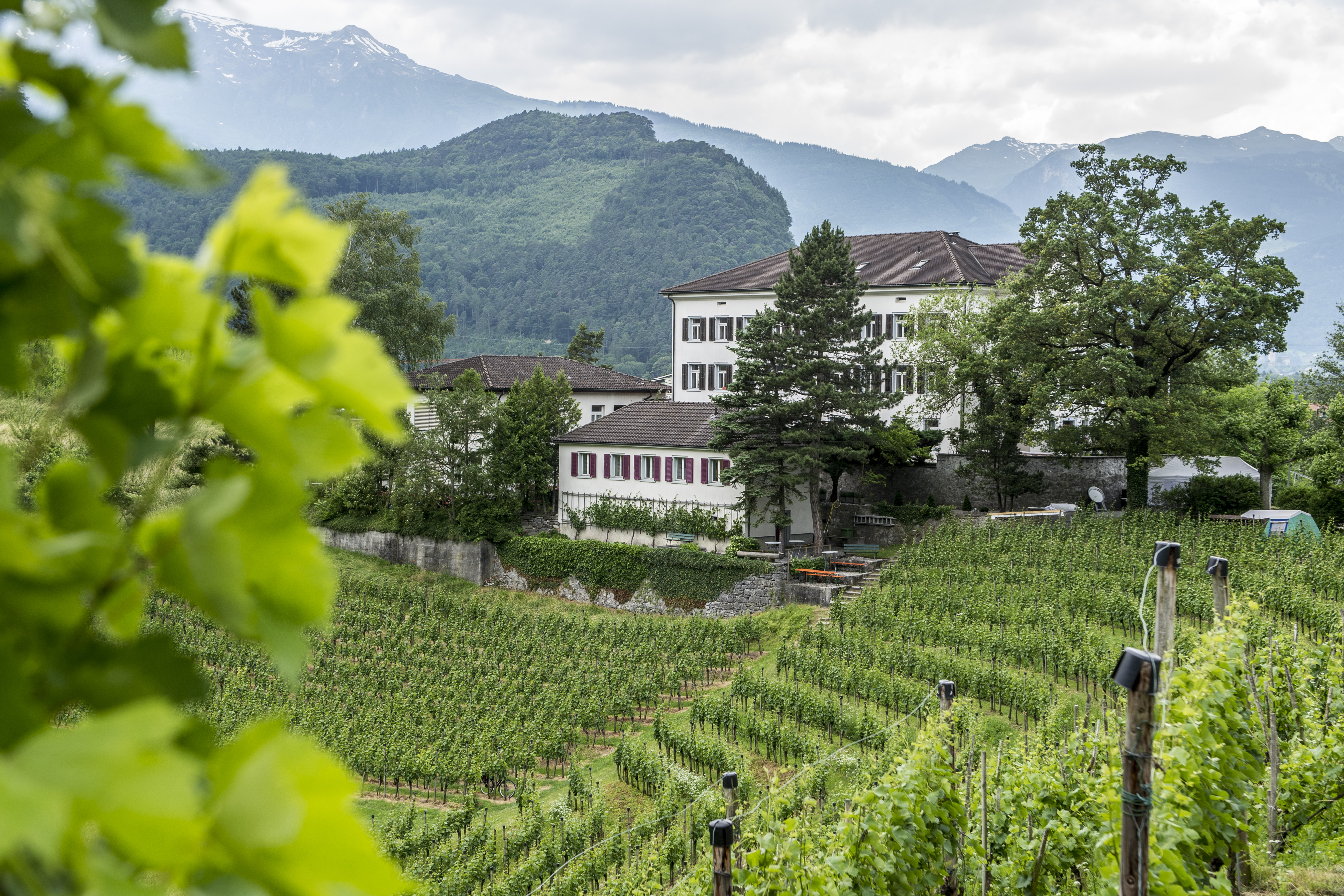
Das Haus Gutenberg liegt am Fuss des Burghügels inmitten der Balzner Weinberge.

Das Haus Gutenberg in Balzers im Fürstentum Liechtenstein ist ein Bildungs- und Seminarhaus. Die Trägerschaft liegt bei einer gemeinnützigen Stiftung gleichen Namens.

## Bildung
Haus Gutenberg steht für eine ganzheitliche Bildung, für die Stärkung der Gesundheit und der Persönlichkeit, für die Vertiefung des spirituellen Lebens und für das gesellschaftliche Engagement des Menschen. Der Bildungsauftrag erstreckt sich auf alle interessierten Menschen jeden Alters – überkonfessionelle, überparteiliche, multikulturelle Gruppen und Einzelpersonen.

## Lage und Angebot
Das Haus Gutenberg befindet sich an einzigartiger Lage am Fusse des Hügels der historischen Burganlage Gutenberg, inmitten von Rebbergen und ist gut mit öffentlichen Verkehrsmitteln erreichbar. Es wirbt damit, abseits der Hektik und doch mittendrin im Leben zu sein. Es bietet eine stimmungsvolle Lern- und Arbeitsatmosphäre mit individueller Betreuung. Die Seminarräume können von externen Gästen, Gruppen, Firmen, Vereinen etc. gemietet werden. Zusätzlich stehen Übernachtungsmöglichkeiten für jedermann zur Verfügung. Wahlweise können diese für eine reine Übernachtung mit Frühstück oder Halb/Vollpension gemietet werden. Die Gäste werden mit traditionellen Gerichten aus der Region und mit einer abwechslungsreichen, internationalen Küche verwöhnt.

## Struktur
Dem Bildungshaus steht ein Stiftungsrat vor. Die operative Führung obliegt der Leitung des Hauses. Das Bildungs- und Seminarhaus Gutenberg ist eine Non-Profit-Organisation, die neben der Förderung durch die öffentliche Hand auf weitere Mittel angewiesen ist. Ideell und finanziell unterstützt wird es unter anderem von der Salettinergemeinschaft und vom Verein „Freunde des Hauses Gutenberg“ mit Sitz in Balzers.

## Geschichte
Die Gründung des Hauses Gutenberg ist der Initiative von Fürstin Franziska von Liechtenstein und dem Balzner Frühmessner Pater Jakob Josef Jauch zu verdanken. Unter Jauchs Leitung wurde 1854 mit dem Bau des Hauses begonnen. Vermutlich war eine weiterführende Schule für Knaben geplant. Das Gebäude wurde dann aber nie seinem Zweck übergeben und stand längere Zeit leer. Eine Lösung gab es erst, als die Schwestern von der christlichen Liebe mit dem Mutterhaus in Paderborn einen neuen Wirkungsort suchten. Sie errichteten ein Pensionat für Töchter aus dem besseren Beamten- und höheren Bürgerstande. In den Wirren des Ersten Weltkriegs musste der Lehrbetrieb eingestellt werden. 1935 übernahm die Kommunität der Salettiner das Haus und junge Menschen bereiteten sich in Gutenberg auf den Eintritt in die religiöse Gemeinschaft (Noviziat) vor. Ab 1954 wurde ein Progymnasium eingerichtet und bis 1973 legten viele Schüler, auch aus Balzers, dort ihre Matura ab. 1973 wurde das Lyzeum Gutenberg geschlossen. Die Salettiner verfolgten das Ziel, das Haus als Stätte der Bildung zu erhalten. Nach Renovations- und Umbauarbeiten am Haupthaus und einem zusätzlichen Neubau wurde 1985 das Bildungshaus Gutenberg für Jugendliche und Erwachsene eröffnet.